# 5687 Yamamotoshinobu
5687 Yamamotoshinobu (1991 AB1) là một tiểu hành tinh vành đai chính được phát hiện ngày 13 tháng 1 năm 1991 bởi Yoshio Kushida và Osamu Muramatsu ở Yatsugatake.